# Анакапри
Анака̀при (на италиански: Anacapri [anaˈkaːpri]) е град и община на остров Капри в Неаполитанския залив, Южна Италия. Намира се на 275 м надморска височина. Населението му е 7040 жители по данни от декември 2019 г.
Анакапри е единият от общо двата града на острова. Това е и едната от двете общини (по-голямата), на които остров Капри е разделен административно. В по-ниско лежащата част на острова се намира град Капри. Анакапри има повърхност от 6,39 km² и принадлежи към провинция Неапол в регион Кампания.

## Име
Името Анакапри произлиза от старогръцкия префикс ana-, означаващ по-горе, над, показващ, че градът се намира на по-голяма височина от другия град, Капри. Разликата е около 150 м.

## География
Разположен е в западната част на острова, от северната страна на връх Соларо (Monte Solaro), който с 589 м н.в. е най-високата точка на острова. Седалков лифт свързва града с върха на планината, откъдето погледът обхваща обширна панорама, от Неаполитанския залив до залива Салерно.

## Забележителности
- Финикийската стълба (La scala Fenicia) – изсечено в скалата стръмно стълбище, свързващо пристанището Марина Гранде с Анакапри, с общо 921 стъпала и с обща дължина 1,7 км. Построено е от гръцките колонисти около VII – VI век пр.н.е., но през XVII век са го приели за финикийско.[3][4][5] До построяването на шосе през 1877 г. това е бил единственият начин за достъп до Анакапри. Последната му реставрация е от 1998 г.[6]
- Църквата „Света София“ (Chiesa di Santa Sofia), от 1595 г.
- Вила „Сан Микеле“ (Villa San Michele) – най-известната сграда в Анакапри, построена от шведския писател и лекар Аксел Мунте като негова резиденция. Очарован от руините на древен параклис от X век, посветен на Сан Микеле, той купува имота, в който по-късно намира и останки от римска вила. С много внимание извършва реставрационни работи, събира произведения на изкуството от древността, създава вилата и градините без помощта на архитект, само с местния майстор. В книгата си „Легенда за Сан Микеле“ описва, често с много въображение, историята на живота си, по много начини свързана с мястото. Със завещанието си дарява вилата на шведската държава, за подпомагане на културните връзки с Италия. Днес тя е музей и център на много културни прояви, а градините са в списъка на най-красивите в Италия.[7][8][9][10]
- Монте Соларо (589 м н.в.)

## Личности
Родени
- Джовани Теситоре (1929 – 2006), италиански художник

Починали
- Джовани Теситоре (1929 – 2006), италиански художник

Свързани с Анакапри
- Аксел Мунте
- Клод Дебюси – френският композитор често е посещавал градчето и, вдъхновен от мястото, създава композицията „Хълмовете на Анакапри“.[11]

## Галерия
- Гледка от Вила Сан Микеле към Марина Гранде
- Гледка от Монте Соларо към Фаральоните
- Финикийската стълба
- Улица в Анакапри
- Каза Роса, Анакапри